# Dominique Meyer
Dominique Meyer (Thann, 8 agosto 1955) è un economista e direttore teatrale francese.
Dal 2020 al 2025 è stato Sovrintendente e Direttore artistico del Teatro alla Scala di Milano. Dal 5 maggio 2025 è Presidente del Teatro Sociale di Como – AsLiCo

## Biografia
Nato in Alsazia, Meyer ha iniziato la sua vita professionale presso l'Università di Parigi-Dauphine, dove ha lavorato come ricercatore in economia presso l'Istituto di scienza e ricerca dal 1979 al 1980. Ha lavorato contemporaneamente come assistente professore in economia di mercato all'Università Paris 13 dal 1979 al 1982. Dal 1980 al 1988 ha ricoperto l'incarico di professore e storico dell'economia presso l'Università Sorbonne Nouvelle e dal 1986-1988 è stato professore di economia presso l'Università Lumière di Lione 2. Fino al 2010 è stato docente del corso "Master Professionel Administration de la musique et du spectacle vivant" presso l'Università di Évry-Val d'Essonne.
Mentre lavorava come accademico, Meyer è stato anche commissario del ministero francese dell'Economia e delle finanze sotto il ministro Jacques Delors dal 1980 al 1984, dove ha supervisionato i dipartimenti delle industrie elettroniche e informatiche. In particolare ha supervisionato lo sviluppo della seconda (la prima in Francia) fabbrica di CD al mondo durante il suo mandato. Ha lasciato quel dipartimento per prendere un posto nel Ministero della Cultura francese dove ha lavorato come consigliere nel gabinetto del ministro Jack Lang dal 1984 al 1986.
Meyer ha fatto parte del comitato consultivo dell'Opera di Parigi dal 1986 al 1988 ed è stato nominato direttore generale della compagnia nel 1989. Ha lasciato quel posto per diventare direttore del gabinetto del Ministero delle comunicazioni e dei media sotto la guida del ministro Catherine Tasca. Ha poi lavorato come consigliere dei primi ministri Édith Cresson e Pierre Bérégovoy dal 1991 al 1993. Dal 1994 al 1999 è stato Direttore generale dell'Opera di Losanna. È stato anche membro del consiglio per l'Orchestre de Chambre de Lausanne dal 1995 al 1999. Dal 1991 al 2007 è stato Presidente del Ballet Preljocaj e dal 1999 al 2010 è stato Direttore generale e artistico del Théâtre des Champs-Élysées. È stato Presidente dell'Orchestra Giovanile Francese dal 2001 al 2010. Dal 2015 ha fatto parte della giuria del Concorso Lirico Internazionale di Portofino. Dal 2010 al 2020 è stato Direttore dell'Opera di Stato di Vienna, avendo al suo fianco come direttore musicale Franz Welser-Möst fino al 2014. Il 28 giugno 2019 è stato nominato Sovrintendente e Direttore artistico del Teatro alla Scala di Milano, incarico che ha assunto dalla metà di maggio 2020. Attualmente fa parte anche del Consiglio di amministrazione dell'Accademia europea di teatro musicale e del Conservatorio di Parigi. Il suo incarico alla Scala si è concluso il 17 febbraio 2025 a seguito del mancato rinnovo del suo mandato.
A partire dal 5 maggio 2025 ricopre l'incarico di Presidente presso il Teatro Sociale di Como.